# The Ultimate Collection (album Michaela Jacksona)
The Ultimate Collection – limitowane wydawnictwo, zawierające zbiór muzyki Michaela Jacksona, składające się z czterech płyt CD oraz jednej DVD. Sprzedaż albumu wyniosła 250 tys. sprzedanych egzemplarzy.

## Informacje o albumie
Większość znajdujących się na płycie utworów pochodzi z okresu szczytu kariery Jacksona, z pięciu głównych albumów Off the Wall, Thriller, Bad, Dangerous oraz HIStory. Set zawiera również pierwsze oficjalne wydanie dem do utworów takich jak „P.Y.T. (Pretty Young Thing)” czy „Shake Your Body Down to the Ground”, oraz rarytasy w postaci „We Are Here to Change the World”, „Cheater” i „Monkey Business” (z sesji do Bad i Dangerous), a także oryginalne demo „We Are the World”, na którym Jackson śpiewa solo. Set zawiera także trzy nowe utwory, „Beautiful Girl”, „The Way You Love Me”, i „We've Had Enough”, każdy autorstwa Jacksona.
Piąty dysk to DVD z zapisem koncertu z trasy Dangerous w Bukareszcie, nadanego przez HBO w 1992.

## Lista utworów

### Dysk pierwszy
1. „I Want You Back”
  - The Jackson 5
2. „ABC”
  - The Jackson 5
3. „I'll Be There”
  - The Jackson 5
4. „Got to Be There”
5. „I Wanna Be Where You Are”
6. „Ben”
7. „Dancing Machine” (Single Version)
  - The Jackson 5
8. „Enjoy Yourself”
  - The Jacksons
9. „Ease on Down the Road” (w/Dianą Ross)
10. „You Can't Win”
11. „Shake A Body” (Demo)*[3]
  - The Jacksons
12. „Shake Your Body (Down to the Ground)”
  - The Jacksons
13. „Don’t Stop ’Til You Get Enough”
14. „Rock with You”
15. „Off the Wall”
16. „She's Out of My Life”
17. „Sunset Driver” (Demo)*[3]
18. „Lovely One”
  - The Jacksons
19. „This Place Hotel”
  - The Jacksons

### Dysk drugi
1. „Wanna Be Startin’ Somethin’”
2. „The Girl Is Mine” (z Paulem McCartneyem)
3. „Thriller”
4. „Beat It”
5. „Billie Jean”
6. „P.Y.T. (Pretty Young Thing)” (Demo)*[3]
7. „Someone in the Dark”
8. „State of Shock” (z Mickiem Jaggerem)
  - The Jacksons
9. „Scared of the Moon” (Demo)*[3]
10. „We Are the World” (Demo)*[3]
11. „We Are Here to Change the World"*[3]

### Dysk trzeci
1. „Bad”
2. „The Way You Make Me Feel”
3. „Man in the Mirror”
4. „I Just Can't Stop Loving You”
  - duet z Siedah Garrett
5. „Dirty Diana”
6. „Smooth Criminal”
7. „Cheater” (Demo)*[3]
8. „Dangerous” (Early Version)*[3]
9. „Monkey Business"*[3]
10. „Jam”
11. „Remember the Time”
12. „Black or White”
13. „Who Is It” (IHS Mix)
14. „Someone Put Your Hand Out"

### Dysk czwarty
1. „You Are Not Alone”
2. „Stranger in Moscow”
3. „Childhood (Temat muzyczny z „Uwolnić orkę 2”)”
4. „On the Line”
5. „Blood on the Dance Floor”
6. „Fall Again” (Demo)[3]
7. „In the Back"*[3]
8. „Unbreakable”
9. „You Rock My World”
10. „Butterflies”
11. „Beautiful Girl” (Demo)*[3]
12. „The Way You Love Me”
13. „We've Had Enough"

### Dysk piąty (DVD)
Dangerous Tour w Bukareszcie, Rumunia w 1992.
1. „Jam”
2. „Wanna Be Startin’ Somethin’”
3. „Human Nature”
4. „Smooth Criminal”
5. „I Just Can't Stop Loving You”
6. „She's Out of My Life”
7. „I Want You Back”/"The Love You Save”
8. „I'll Be There”
9. „Thriller”
10. „Billie Jean”
11. „Working Day & Night”
12. „Beat It”
13. „Will You Be There”
14. „Black or White”
15. „Heal the World”
16. „Man in the Mirror”